# Meredith Willson
Robert Reiniger Meredith Willson (18 de mayo de 1902 – 15 de junio de 1984) fue un flautista, compositor, director de orquesta, arreglista y escritor estadounidense. Es conocido fundamentalmente por escribir en 1957 el exitoso musical de Broadway, The Music Man y por la composición de 1951 del clásico navideño "It's Beginning to Look a Lot Like Christmas" popularizado por Bing Crosby. Willson escribió tres musicales más para Broadway, así como sinfonías y numerosas canciones populares. Estuvo nominado en dos ocasiones a los Premios Óscar por sus composiciones de bandas sonoras.

## Biografía
Nació en Mason City (Iowa), del matrimonio formado por Rosalie Reiniger Willson y John David Willson. Su hermana mayor, Dixie Willson, fue una destacada escritora infantil. Willson se formó en la Escuela Juilliard de Nueva York. En 1920 contrajo matrimonio con su novia de la escuela secundaria, Elizabeth "Peggy" Wilson, con la que estuvo casado 26 años.
Cuando era niño, Willson tocaba el bombo para una banda del Ejército de Salvación. Se convirtió en un virtuoso de la flauta y el flautín lo suficientemente consumado como para convertirse en miembro de la banda de John Philip Sousa (1921-1924) y más tarde de la Orquesta Filarmónica de Nueva York bajo la dirección de Arturo Toscanini (1924-1929). Posteriormente se mudó a San Francisco, como director de conciertos de la estación de radio KFRC, y luego como director musical de la cadena de radio NBC en Hollywood. Su debut en la radio se produjo en KFRC en 1928 en el Blue Monday Jamboree . 

### Hollywood
Entre los trabajos que Willson realizó para la industria cinematográfica destacan las partituras para El Gran Dictador de Charlie Chaplin en 1940 y La Loba de William Wyler en 1941, ambas bandas sonoras nominadas a los Premios Óscar.

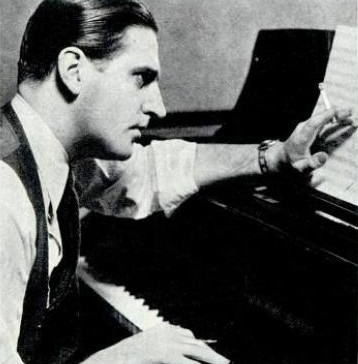
Willson en 1937

Durante la Segunda Guerra Mundial, Willson trabajó para el American Forces Network, el servicio de radio del Ejército de Estados Unidos, formando equipo con George Burns, Gracie Allen y Bill Goodwin. 
En 1942, Willson tuvo su propio programa de radio en la NBC. Meredith Willson's Music fue un reemplazo veraniego para el popular programa de radio Fibber McGee and Molly. En 1946 y 1947 presentó Sparkle Time, en la CBS.
Al regresar a la cadena de radio después de la Segunda Guerra Mundial, Willson creó Talking People, un grupo coral que hablaba al unísono mientras presentaba comerciales de radio. En 1950 se convirtió en director musical de The Big Show, un programa de variedades y comedia de 90 minutos presentado por la actriz Tallulah Bankhead y en el que participaban algunos de los artistas más conocidos del mundo. Willson se convirtió en parte de uno de los pocos chistes del programa, comenzando las respuestas a los comentarios o preguntas de Bankhead con "bueno, señor, señorita Bankhead". Escribió la canción " May the Good Lord Bless and Keep You " para el programa. También trabajó en el programa de radio de Jack Benny y presentó su propio programa en 1949. Durante algunos años a principios de la década de 1950, Willson fue panelista habitual en el programa de juegos de Goodson-Todman The Name's the Same.
En 1950, Willson se desempeñó como director musical de The California Story, la producción centenaria de California en el Hollywood Bowl. Trabajando en esta producción, Willson conoció al escritor Franklin Lacey, quien resultó fundamental en el desarrollo de la trama de un musical en el que Willson había estado trabajando y que pronto se convertiría en The Music Man . A The California Story le siguieron dos colaboraciones estatales más centenarias con el director de escena Vladimir Rosing : The Oregon Story en 1959 y The Kansas Story en 1961.

### Broadway
La obra más famosa de Willson, The Music Man, se estrenó en Broadway en 1957 y fue adaptada dos veces al cine (en 1962 y 2003 ). Lo llamó "el intento de un habitante de Iowa de rendir homenaje a su estado natal". Willson tardó ocho años y 30 revisiones en completar el musical, para el que escribió más de 40 canciones. El espectáculo, protagonizado por Robert Preston y Barbara Cook, fue un éxito rotundo y se presentó en Broadway con 1.375 funciones durante tres años y medio. La grabación del elenco ganó el primer premio Grammy al Mejor Álbum del Reparto Original (Broadway o TV) . Posteriormente el espectáculo tuvo una gira nacional y producciones internacionales. Fue producida en el New York City Center en 1980 con Dick Van Dyke en el papel principal y Meg Bussert como Marian. La primera reposición de Broadway se estrenó en 2000 en el Neil Simon Theatre con Craig Bierko como Harold Hill y Rebecca Luker como Marian. La producción tuvo 699 funciones. Una segunda reposición de Broadway se estrenó el 10 de febrero de 2022 en el Winter Garden Theatre, protagonizada por Hugh Jackman como Harold y Sutton Foster como Marian. En 1959, Willson y su segunda esposa Ralina "Rini" Zarova grabaron un álbum, ... and Then I Wrote The Music Man, en el que repasan la historia y cantan canciones del programa. En 2010, Brian d'Arcy James y Kelli O'Hara interpretaron a Willson y Rini en un entretenimiento fuera de Broadway basado en ese álbum. 
El segundo musical de Willson, The Unsinkable Molly Brown, se presentó en Broadway con 532 funciones de 1960 a 1962 y se convirtió en una película de 1964 protagonizada por Debbie Reynolds . Su tercer musical de Broadway fue una adaptación de la película Miracle on 34th Street, llamada Here's Love . Algunos aficionados al teatro lo recuerdan como un fracaso, pero en realidad disfrutó de una presentación de ocho meses en Broadway en 1963-64 (334 funciones). Su cuarto, último y menos exitoso musical fue 1491, que contaba la historia de los intentos de Colón de financiar su famoso viaje. Fue producida por la Civic Light Opera de Los Ángeles en 1969, pero no en Broadway.

## Otros trabajos

### Música clásica
La Sinfonía n.º 1 de Willson en fa menor: A Symphony of San Francisco y su Sinfonía n.º 2 en mi menor: Missions of California fueron grabadas en 1999 por William T. Stromberg dirigiendo la Orquesta Sinfónica Estatal de Moscú . Otras obras sinfónicas incluyen la Suite OO McIntyre, Variaciones sinfónicas sobre un tema y un himno americanos, el poema sinfónico Jervis Bay y Ask Not, que incorpora citas del discurso inaugural de John F. Kennedy . En homenaje a la Escuela de Música y Artes Idyllwild (ISOMATA), Willson compuso In Idyllwild para orquesta, coro, solo vocal y Alphorn . La música de cámara de Willson incluye Una suite para flauta .

### Televisión
En 1958, Willson apareció en el programa de juegos I've Got a Secret. Su secreto fue que "escribió el nuevo tema musical del Ejército de Salvación". Willson escribió la canción "With Banners and Bonnets They Come", especialmente para el Ejército de Salvación. La canción era una referencia directa al uso de uniformes, banderas y símbolos por parte del Ejército de Salvación para "amar a los no amados". En el especial de televisión, Willson dirigió la New York Staff Band mientras un oficial del Ejército de Salvación, Olaf Lundgren, cantaba la canción.
En 1964, Willson produjo tres especiales de variedades de verano originales para CBS bajo el título Texaco Star Parade . El primero se estrenó el 5 de junio de 1964 y fue protagonizado por Willson y su esposa Rini. Contó con las estrellas invitadas Caterina Valente y Sergio Franchi, y un número de producción con Willson liderando cuatro bandas militares compuestas por 500 miembros de bandas de escuelas secundarias de California. El segundo especial estuvo protagonizado por Debbie Reynolds interpretando canciones que cantó en la versión cinematográfica de 1964 del musical de Broadway de Willson The Unsinkable Molly Brown. El 28 de julio, Willson y Rini presentaron el tercer especial, que presentó un número de producción de Willson con 1.000 voluntarios del Cuerpo de Marines de Camp Pendelton . Las estrellas invitadas fueron Vikki Carr, Jack Jones, Frederick Hemke y Joe y Eddie .

### Canciones populares
Willson escribió numerosas cancones populares, "You and I", fue un éxito para Glenn Miller que en 1941 alcanzó el número 4 de Billboard. Posteriormente también fue grabada por Bing Crosby y por Tommy Dorsey con al voz de Frank Sinatra.
Tres canciones de The Music Man se convirtieron en standards de jazz: "Seventy-Six Trombones", "Gary, Indiana" y "Till There Was You".
Otras canciones populares de Willson incluyen "It's Beginning to Look a Lot Like Christmas", "May the Good Lord Bless and Keep You" y "I See the Moon". Escribió para la Universidad de Iowa "Iowa Fight Song", así como "For I for S Forever" para la Universidad Estatal de Iowa.
Una rareza en la obra de Willson es " Chicken Fat ", escrita en 1962. En los gimnasios escolares de todo el país, este fue el tema principal del programa de acondicionamiento físico juvenil del presidente John F. Kennedy. Era hora de poner en forma a la juventud del país, y la canción de Willson hizo que los jóvenes realizaran ejercicios básicos a un ritmo frenético: flexiones, abdominales, saltos de tijera, giros de torso, correr en el lugar, saltos de pogo y muchas marchas. . Con una enérgica voz principal de Robert Preston, banda orquestal y coro completo, fue grabado durante las sesiones de la película Music Man . Existen dos versiones de la canción: una de tres minutos, apta para radio, y una versión más larga, de seis minutos, para usar en el gimnasio. En 2014, se utilizó una regrabación de "Chicken Fat" en un comercial de televisión para el iPhone 5S .
En 1974, Willson ofreció otra canción de propaganda gubernamental, "Whip Inflation Now", a la Administración Ford .

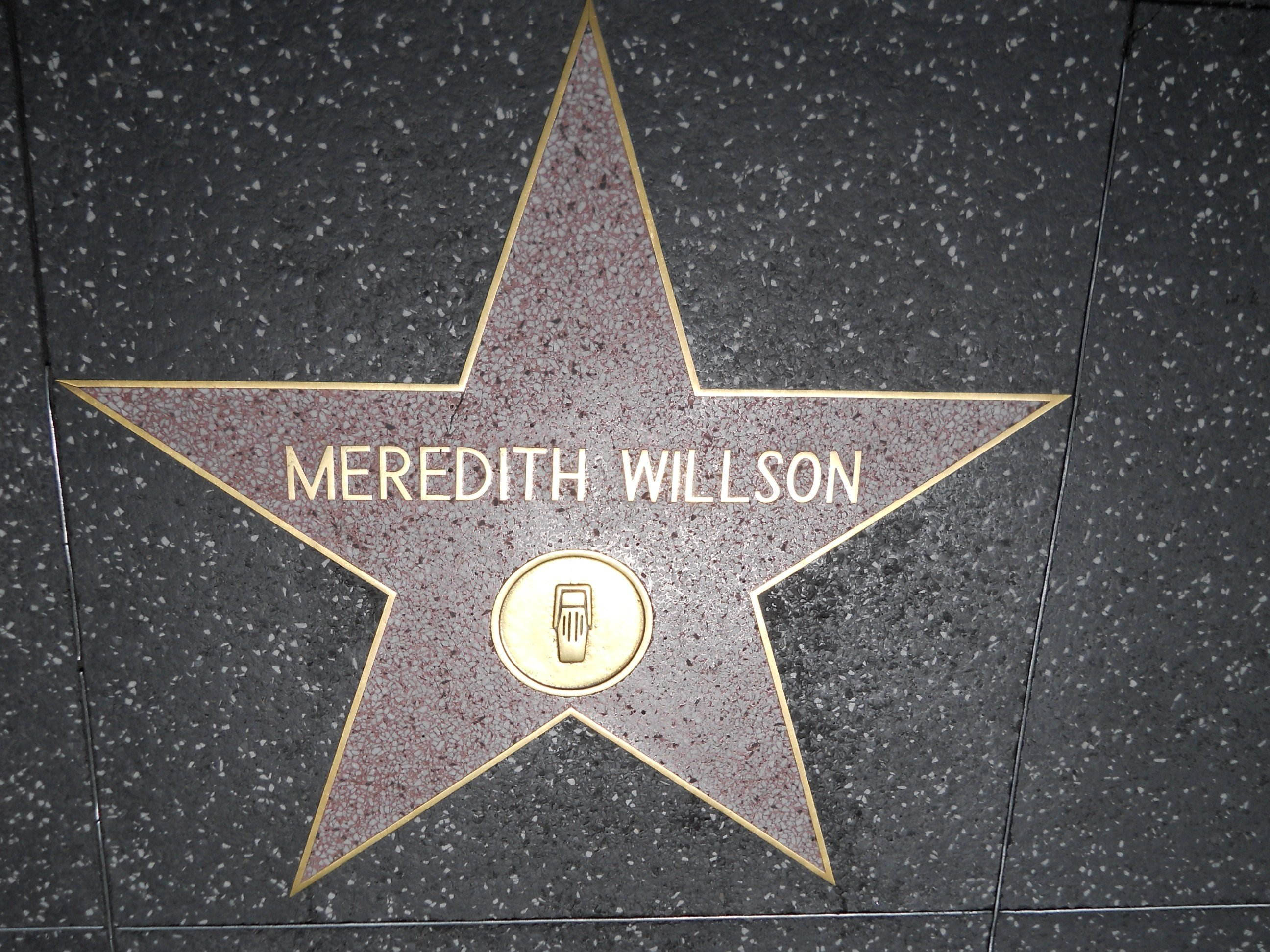
Estrella en e Paseo de la Fama de Hollywood

Willson murió de insuficiencia cardíaca en 1984 a la edad de 82 años. Su funeral en Mason City incluyó a dolientes vestidos con trajes de Music Man y un cuarteto de barbería que cantó "Lida Rose". Willson está enterrado en Elmwood-St. Cementerio Municipal Joseph en Mason City.

## Legado

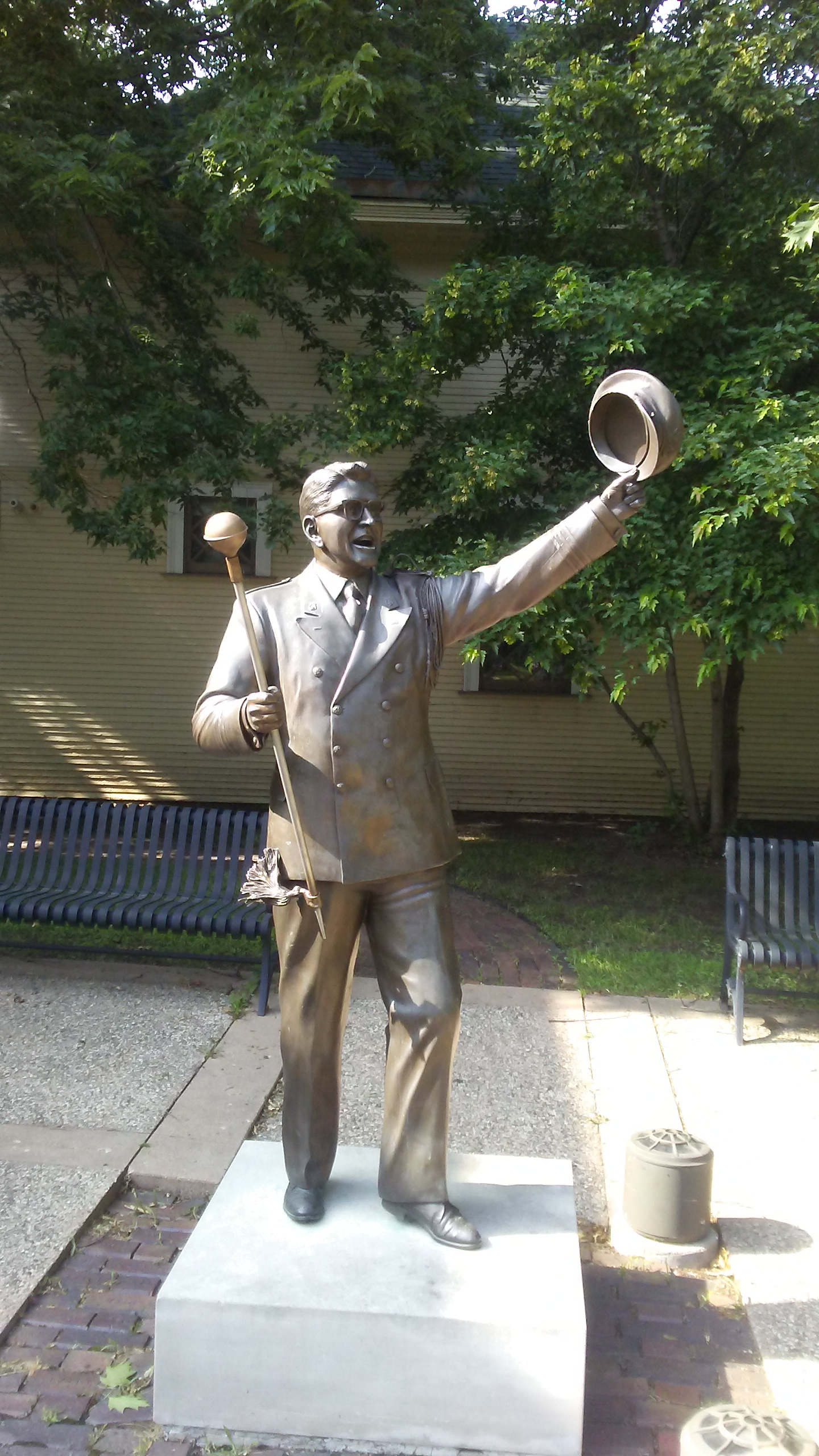
Estatua de Willson en Music Man Square

- El 23 de junio de 1987, Willson recibió póstumamente la Medalla Presidencial de la Libertad de manos del presidente Ronald Reagan .
- En 1999, el Servicio Postal de los Estados Unidos emitió un sello postal con Willson.
- La casa de la infancia de Willson en Mason City, Iowa, es parte de "The Music Man Square", que se inauguró en 2002.[21] Su viuda, Rosemary, fue donante de la plaza.[22]
- Su alma mater, la Juilliard School, dedicó su primera y única residencia a Willson en 2005.[23]
- " Till There Was You " de The Music Man era uno de los temas favoritos de The Beatles, y su grabación se publicó en sus segundos álbumes en el Reino Unido y Estados Unidos , With the Beatles y Meet the Beatles. . Interpretaron la canción durante su primera aparición en The Ed Sullivan Show en 1964.
- Los artículos de Willson se pueden encontrar en la Great American Songbook Foundation .[24]